# 尾久土正己
尾久土 正己（おきゅうど まさみ、1961年3月 - ）は、日本の天文学者。奈良県立大学学長。専門は天文観光、天文教育。

## 経歴[1][2]
1961年3月岡山県西粟倉村生まれ。大阪教育大学教育学部特別理科（地学）専攻卒。2002年9月佐賀大学で博士（学術）を取得。1995年よりみさと天文台天文台長、2003年より和歌山大学学生自主創造科学センター教授、2008年より観光学部教授、2023年より理事・副学長、2024年より奈良県立大学学長。その他、2012年から開催されている釜ヶ崎芸術大学講師のほか、2019年東京オリンピック・パラリンピック競技大会組織委員会イノベーション推進室アドバイザーを務めた。主な経歴は以下のとおり。
- 1983年3月　大阪教育大学教育学部特別理科（地学）専攻卒業
- 1984年4月　雲雀丘学園中学校・高等学校教諭
- 1990年4月　兵庫県立西はりま天文台公園研究員
- 1991年4月　同主任研究員
- 1995年7月　みさと天文台天文台長
- 2003年8月　和歌山大学学生自主創造科学センター教授
- 2007年4月　同センター長
- 2008年4月　和歌山大学観光学部教授（現職）
- 2019年4月　同学部長
- 2023年4月　和歌山大学理事・副学長
- 2024年4月　奈良県立大学学長

## 書籍

### 単著
- 『インターネット天文台 美里から世界へ』岩波書店、1999年10月、ISBN 9784000027984[5]

### 共著
- 『ここからはじめる観光学—楽しさから知的好奇心へ』大橋、山田、神田編 ナカニシヤ出版 2016年12月、ISBN 9784779511233
- 『現代の観光とブランド』大橋昭一編 同文館出版 2013年3月
- 『科学プロデューサ入門講座』 国立天文台 2012年3月
- 『Global Hands-On Universe 2007 - For Win-Win Relations between Science Research and Education -』 Universal Academy Press, Inc. 2008年
- 『うらやましい人』 文藝春秋 2003年
- 『私のおすすめパソコンソフト』 岩波書店 2002年
- 『インターネットストリーミング』 共立出版 2000年
- 『マックでＳＯＨＯ！！ Ｍａｃ ＯＳとＭｋＬｉｎｕｘで作るインターネットサーバー』日経BP、1998年8月、ISBN 4822290972
- 『Frontiers Science Series (FSS) No. 27 "Astronomical Education with the Internet"』 Universal Academy Press Inc. 1998年

### 監修
- 『しし座流星群を追え！』 世界文化社 1998年